# Дилан Хорман
Дилан Хорман је псеудоним Александра Павловића, српског песника. Рођен је у Смедеревској Паланци, 1969. године. Завршио је средњу машинску школу у Младеновцу. Бавио се музиком. Почео да кува код најбољих светских кувара и данас спада у престижне куваре модерне кухиње. Пише поезију од најраније младости.
Прву збирку песама Како се бибер уселио ispod tvoje koze', објавио је у Црној Гори. Доживела је 2 издања. 
Другу збирку песама 99 невидљивих песама објавио је у Америци. Збирка садржи само једну песму. 
Трећу књигу поезије Izabrane pesme припремила је за Белу библиотеку Балканског књижевног гласника Ана Златков.
Узоре у поезији пронашао је у Волт Витману и Мики Антићу. Представник је модерног, аутентичног андерграунд стила, урбане гериле. Има огроман број пратилаца на друштвеним мрежама. Живи и ради у Београду.